# Boyacá megye
Boyacá Kolumbia egyik megyéje. Az ország középső részén terül el. Székhelye Tunja.

## Földrajz
Az ország középső részén elterülő megye északon Santander és Észak-Santander megyékkel, északkeleten Venezuelával, keleten Arauca és Casanare, délnyugaton Cundinamarca és egy rövid szakaszon Caldas, nyugaton pedig Antioquia megyékkel határos. Területének legnagyobb részén az Andok hegyláncai húzódnak, nyugati végében vannak alacsonyabb fekvésű vidékek.

## Gazdaság
Legfontosabb termesztett növényei a cukornád, a banán, a krumpli és a paradicsom, de jelentős a manióka és a különféle hagymák termesztése is, valamint az egész országban csak Boyacá megyében termesztenek körtét. Az ipar árbevételének legnagyobb részét a vas- és acélipar adja.

## Népesség
Ahogy egész Kolumbiában, a népesség növekedése Boyacá megyében is gyors, ezt szemlélteti az alábbi táblázat:
| Év             | Lakosság  |
| -------------- | --------- |
| 1985           | 1 209 739 |
| 1993           | 1 174 031 |
| 2005           | 1 255 311 |
| 2012 (becsült) | 1 272 855 |